# Milano Lambrate
Milano Lambrate (włoski: Stazione di Milano Lambrate) – stacja kolejowa w Mediolanie, w regionie Lombardia, we Włoszech. Stacja posiada 7 peronów.
Znajduje się w północno-wschodniej części miasta, a jej nazwa pochodzi od dzielnicy, niezależnej gminy włączonej w 1924 do Mediolanu.
| Milano Lambrate                     |  |                                     |
| Linia Mediolan - Wenecja (3,798 km) |  |                                     |
| Milano Centraleodległość: 3,798 km  |  | Segrate odległość: 6,109 km         |
| Linia Mediolan - Bolonia            |  |                                     |
| Milano Centraleodległość: 3,779 km  |  | Milano Rogoredo odległość: 5,808 km |
| Linia Genua - Mediolan              |  |                                     |
| Milano Centrale                     |  | Milano Rogoredo                     |